# Тюбук
Тюбук (рос. Тюбук) — село у Каслинському районі Челябінської області Російської Федерації.
Входить до складу муніципального утворення Тюбукське сільське поселення. Населення становить 2863 особи (2010).

## Історія
Від 27 лютого 1924 року належить до Каслинського району Челябінської області.
Згідно із законом від 16 листопада 2004 року органом місцевого самоврядування є Тюбукське сільське поселення.

## Населення
| 2002 | 2010  |
| ---- | ----- |
| 3599 | ↘2863 |